# Nessia
Nessia is een geslacht van hagedissen uit de familie skinken (Scincidae).

## Naam en indeling
De wetenschappelijke naam van de groep werd voor het eerst voorgesteld door John Edward Gray in 1839. Er zijn negen soorten, inclusief de pas in 2017 beschreven soort Nessia gansi. Deze skink wordt in veel literatuur nog niet vermeld.
Een aantal soorten behoorde eerder tot andere geslachten, zoals het het niet meer erkende geslacht Evesia en Acontias.

## Uiterlijke kenmerken
Alle soorten hebben een langgerekt en slangachtig lichaam, meestal met een bruine tot grijze uniforme kleur zonder tekening. De kop heeft kleine ogen, de snuitpunt is zeer spits.
Binnen het geslacht komt een grote verscheidenheid voor als het gaat om de ontwikkeling van de poten. De soorten Nessia gansi en Nessia burtonii bijvoorbeeld hebben vier poten, terwijl Nessia bipes en Nessia sarasinorum alleen achterpoten bezitten, de voorpoten zijn verdwenen. De soorten Nessia deraniyagalae, Nessia hikanala en Nessia layardi hebben zelfs helemaal geen poten meer. Oo het aantal vingers en tenen verschilt; Nessia gansi heeft drie vingers en tenen aan elke poot terwijl Nessia didactyla twee vingers en tenen bezit en Nessia monodactyla heeft helemaal geen vingers of tenen aan de poten.

## Verspreiding en habitat
Alle soorten leven in delen van Azië en komen endemisch voor in Sri Lanka. De skinken zijn bodembewoners die een gravende levenswijze leiden in begroeide gebieden zoals bossen.

## Soorten
Het geslacht omvat de volgende soorten, met de auteur en het verspreidingsgebied.
| Naam                 | Auteur                       | Verspreidingsgebied |
| -------------------- | ---------------------------- | ------------------- |
| Nessia bipes         | Smith, 1935                  | Sri Lanka           |
| Nessia burtonii      | Gray, 1839                   | Sri Lanka           |
| Nessia deraniyagalai | Taylor, 1950                 | Sri Lanka           |
| Nessia didactyla     | Deraniyagala, 1934           | Sri Lanka           |
| Nessia gansi         | Batuwita & Edirisinghe, 2017 | Sri Lanka           |
| Nessia hickanala     | Deraniyagala, 1940           | Sri Lanka           |
| Nessia layardi       | Kelaart, 1853                | Sri Lanka           |
| Nessia monodactyla   | Gray, 1839                   | Sri Lanka           |
| Nessia sarasinorum   | Müller, 1889                 | Sri Lanka           |